# Seewinkl (Gemeinde Fuschl)
Seewinkl ist eine Rotte in der Gemeinde Fuschl am See im Nordosten des österreichischen Bundeslandes Salzburg.
Der Ort befindet sich nördlich von Fuschl am nordöstlichen „Winkel“ des Fuschlsees. Durch den Ort verläuft die L227, die in Fuschl von der Wolfgangsee Straße abzweigt und nach Thalgau führt.